# Heilige Ritenkongregation

Heilger Stuhl

Die Heilige Ritenkongregation (lateinisch Sacra Rituum Congregatio, auch kurz als Ritenkongregation bezeichnet) war bis 1969 eine Zentralbehörde des Vatikans. Papst Sixtus V. begründete 1588 mit der Apostolischen Konstitution Immensa Aeterni Dei die Congregatio pro sacris ritibus et caeremoniis. Die Congregatio caeremonialis wurde im 17. Jahrhundert selbständig und für die Zeremonien der päpstlichen Kapelle und des päpstlichen Hofes zuständig (heute: Amt für die Liturgischen Feiern des Papstes).  Die Aufgabe der Ritenkongregation war die Aufstellung von Normen für die Ausübung des Gottesdienstes (Riten) und die Durchführung von Heiligsprechungsprozessen.
Papst Paul VI. löste 1969 mit der Apostolischen Konstitution Sacra Rituum Congregatio die Ritenkongregation auf und verteilte ihre Aufgaben auf zwei neue Kongregationen, nämlich die Heilige Kongregation für den Gottesdienst (lat. Sacra Congregatio pro Cultu Divino) und die Heilige Kongregation für Heiligsprechungsprozesse (lat. Sacra Congregatio pro Causis Sanctorum).

## Kardinalpräfekten
- Alderano Cibo-Tomasello Malaspina (1683–1700)
- Fabrizio Paolucci (1724–1726)
- Fortunato Tamburini (1747–1761)
- Giuseppe Maria Feroni (1761–1767)
- Flavio Chigi (1768–1771)
- Giovanni Archinto (1781–1799)
- Giulio Maria della Somaglia (1800–1814)
- Giorgio Doria Pamphilj Landi (1821–1837)
- Carlo Maria Pedicini (1837–1843)
- Ludovico Micara, OFMCap (1843–1844)
- Luigi Emmanuele Nicolo Lambruschini, B (1847–1854)
- Costantino Patrizi Naro (1854–1860)
- Luigi Bilio, B (1876–1877)
- Tommaso Martinelli, OSA (1877–1878)
- Domenico Bartolini (1878–1886)
- Angelo Bianchi (1887–1897)
- Carlo Laurenzi (1889–1893)
- Camillo Mazzella, SJ (1897–1900)
- Gaetano Aloisi Masella (1899–1902)
- Domenico Ferrata (1900–1902)
- Serafino Cretoni (1903–1909)
- Luigi Tripepi (1903–1906)
- Sebastiano Martinelli, OESA (1909–1918)
- Scipione Tecchi (1914–1915)
- Antonio Vico (1915–1929)
- Camillo Laurenti (1929–1938)
- Carlo Salotti (1938 – 24. Oktober 1947)
- Clemente Micara (1950–1953)
- Gaetano Cicognani (1953–1962)
- Arcadio María Larraona Saralegui, CMF (1962–1968)
- Benno Gut, OSB (1967–1969)